# Walter Monson
Pour les articles homonymes, voir Monson.
Temple de la renommée britannique : 1955
Walter Georges Monson, dit Wally Monson, (né le 29 novembre 1908 à Winnipeg, dans la province du Manitoba au Canada — mort le 9 janvier 1988 à Winnipeg, dans la province du Manitoba au Canada) est un joueur et un entraîneur canadien de hockey sur glace. En 1932, il remporte avec l'équipe du Canada la médaille d'or aux Jeux olympiques d'hiver à Lake Placid dans l'état de New York, aux États-Unis.

## Biographie
Un natif de Winnipeg, Walter Monson commence sa carrière avec les Millionaires d'Elmwood avec lesquels il remporte la Ligue de hockey junior du Manitoba (LHJM) en 1928 puis poursuit avec l'équipe sénior du club qui s'adjuge le titre en Manitoba Senior Hockey League (MSHL) en 1930. Désormais un membre des Fishermen de Selkirk, il termine meilleur pointeur de la MSHL l'année suivante. Cette performance attire l'attention de l'Association du hockey amateur du Canada qui cherche à renforcer l'effectif du Winnipeg Hockey Club en vue des Jeux olympiques d'hiver de 1932 organisés à Lake Placid aux États-Unis, le club manitobain ayant gagné le droit de représenter le Canada suivant son succès en Coupe Allan. Monson termine meilleur pointeur du tournoi et aide son équipe à remporter la médaille d'or. De retour avec les Fishermen, il gagne la MSHL en 1933 dont il est de nouveau le meilleur marqueur. Il continue ensuite avec les Beavers de Saint John de la Maritime League pendant deux ans avant d'évoluer avec les Yellow Jackets de Pittsburgh de l'Eastern Amateur Hockey League durant la saison 1935-1936.
Bien que placé sur la liste de réserve des Maroons de Montréal de la Ligue nationale de hockey, Monson décide de partir pour la Grande-Bretagne où il devient professionnel avec  les Harringray Racers de l' English National League (ENL). Capitaine du club londonien, il mène son équipe vers un titre d'ENL en 1938 auquel s'ajoute deux London Cups et une Coronation Cup. À l'issue de sa première saison en Angleterre, il est nommé dans l'équipe d'étoiles B de l'ENL.
De retour à Winnipeg, Monson devient entraîneur pour des équipes de la LHJM : les Blues du Canadian Ukrainian Athletic Club puis les Monarchs de Winnipeg. Lors de sa première saison avec les Monarchs en 1945-1946, il remporte la LHJM ainsi que la Coupe Memorial. Il continue de diriger les Monarchs jusqu'en 1953, gagnant trois nouveaux titres de LHJM en 1948, 1951 et 1952. Il continue également de contribuer au hockey britannique, recrutant des joueurs pour les clubs anglais. En 1955, il est intronisé au Temple de la renommée du hockey britannique.
Il décède le 9 janvier 1988 dans sa ville natale. Deux ans plus tard, il est intronisé au Manitoba Hockey Hall of Fame.

## Trophées et honneurs personnels
- 1927-1928 : champion de la Ligue de hockey junior du Manitoba avec les Millionaires d'Elmwood
- 1929-1930 : champion de la Manitoba Senior Hockey League avec les Millionaires d'Elmwood
- 1930-1931 : meilleur pointeur de la Manitoba Senior Hockey League
- 1931-1932 : champion olympique avec l'équipe du Canada
- 1932-1933 :
  - champion de la Manitoba Senior Hockey League avec les Fishermen de Selkirk
  - meilleur pointeur de la Manitoba Senior Hockey League
- 1936-1937 : nommé dans l'équipe d'étoiles B de l'English National League
- 1937-1938 : champion de l'English National League avec les Harringay Racers
- 1945-1946 :
  - champion de la Ligue de hockey junior du Manitoba avec les Monarchs de Winnipeg en tant qu'entraîneur
  - champion de la Coupe Memorial avec les Monarchs de Winnipeg en tant qu'entraîneur
- 1947-1948 : champion de la Ligue de hockey junior du Manitoba avec les Monarchs de Winnipeg en tant qu'entraîneur
- 1950-1951 : champion de la Ligue de hockey junior du Manitoba avec les Monarchs de Winnipeg en tant qu'entraîneur
- 1951-1952 : champion de la Ligue de hockey junior du Manitoba avec les Monarchs de Winnipeg en tant qu'entraîneur
- 1955 : intronisé au Temple de la renommée du hockey britannique
- 1990 : intronisé au Manitoba Hockey Hall of Fame